# Anshanklasse

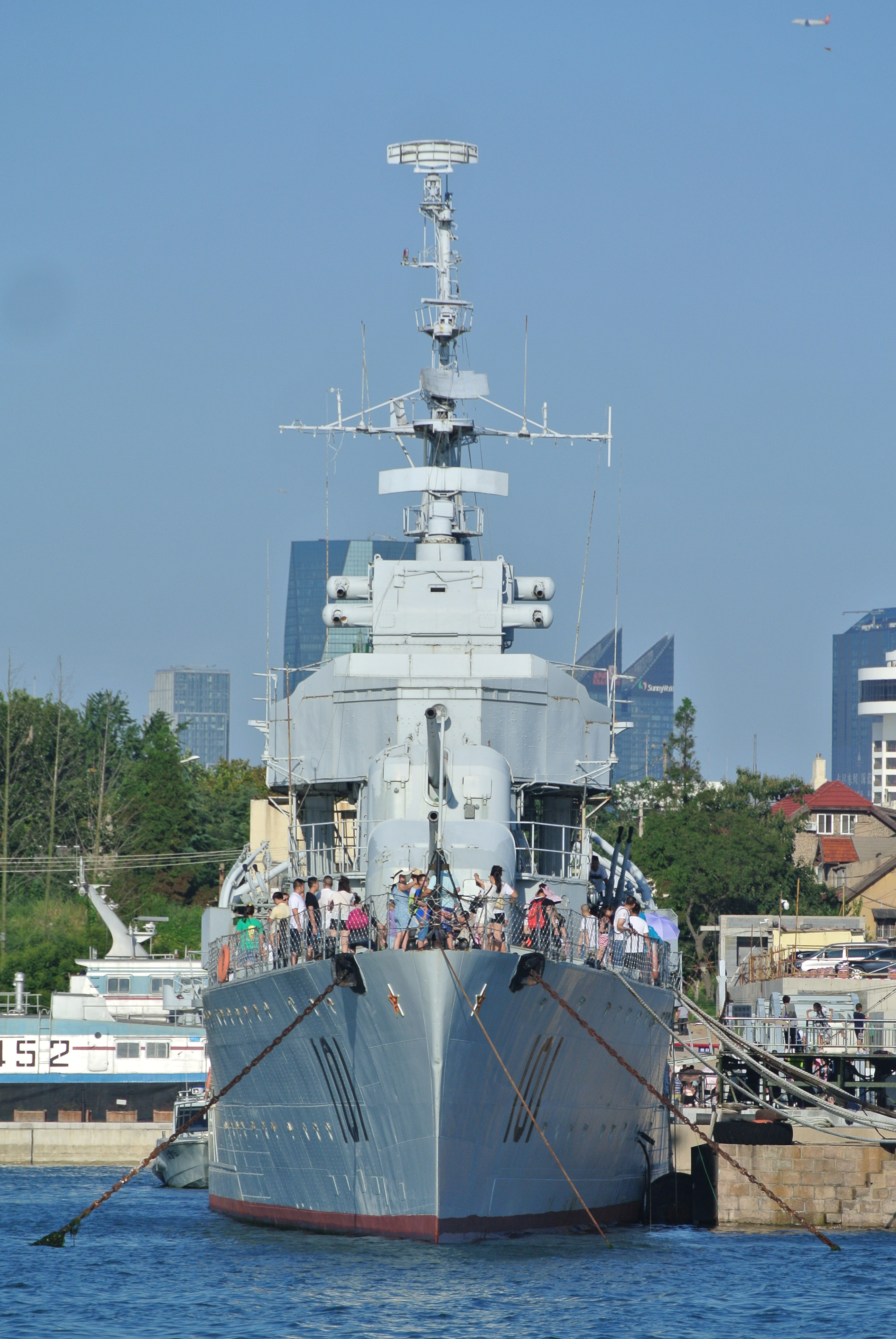
Vooraanzicht Anshan (#101)

De Anshanklasse torpedobootjagers van de Marine van het Volksbevrijdingsleger (PLAN) waren de eerste torpedobootjagers van de Volksrepubliek China. 
Het ontwerp was gebaseerd op de Gnevny-klasse uit de Sovjet-Unie, verkregen in de jaren 1950-1959 en later aangepast in China, waarbij het aantal torpedobuizen werd verminderd en lanceerinstallaties voor antischeepsraketten toegevoegd. Eens waren het de sterkste schepen van de Marine, maar in de jaren 1990-1999 werden de schepen uit dienst genomen. 
Hoewel uit actieve dienst genomen, zijn de schepen nog steeds in bezit van de PLAN via een maritiem museumfonds, waarbij de schepen dienen als trainingsschip voor patriottische educatie en public relations. Zo is Taiyuan (#104) permanent gedokt in het maritiem museum van Qingdao en in tegenstelling tot de USS Constitution, zijn deze schepen niet bemand door actief marinepersoneel.

## Schepen
- Anshan (#101)
- Fushun (#102)
- Changchun (#103)
- Taiyuan (#104)